# الی لافورس
الکساندرا لی لافورس (به انگلیسی: Alexandra Leigh LaForce) (متولد ۱۱ دسامبر ۱۹۸۸) روزنامه‌نگار، مدل و ملکه زیبایی اهل آمریکا است. او گزارشگر تورنر اسپورت است و NBA را در TNT پوشش می‌دهد. وی پیش از این گزارشگر اصلی بازی‌های فوتبال کالج SEC ، گزارشگر صحن بازی‌های بسکتبال کالج و مجری برنامه «شبکه ورزشی CBS» بود. لافورس نیز به عنوان یک ورزشی پخش و خبرنگار برای کار کلیولند، اوهایو، FOX وابسته WJW. وی برنده جایزه امی در سال ۲۰۱۱ برای مجری گری در نمایش فوتبال دبیرستان جمعه شب تاچ داون FOX 8 شد. او به نمایندگی از اوهايو برنده ملکه زیبایی نوجوان ایالات متحده آمریکا ۲۰۰۵ شد.

## سنین جوانی و تحصیل
لافورس اهل ورمیلیون، اوهایو است. وی در دانشگاه اوهایو تحصیل کرد و پنج بازی سال اول خود را با مربیگری Semeka Randall به عنوان نگهبان در تیم بسکتبال بانوان به نام Bobcats انجام داد.

## حرفه
لافورس پس از کسب عنوان Miss Ohio Teen USA 2005 در سپتامبر ۲۰۰۴، در اولین تلاش خود برای کسب عنوان، کار خود را در مسابقه مسابقه آغاز کرد. وی سپس به نمایندگی از اوهایو در مسابقه Miss Teen USA 2005 که در ۸ اوت ۲۰۰۵ در باتون روژ، لوئیزیانا برگزار شد، شرکت کرد. LaForce در لباس شب، لباس شنا و مصاحبه نهایی شرکت کرد و به عنوان پیشین خود Shelley Hennig , Miss Teen USA 2004 از لوئیزیانا، Miss Teen USA 2005 شد. مادرش لسا لافورس (خواننده) «خانم اوهایو آمریکا» در سال ۱۹۷۷ بود.
لیست برنده‌های وی شامل قرارداد یک ساله مدل‌سازی با مدیریت مدل‌سازی ترامپ و بورس تحصیلی برای دانشکده فیلم و تلویزیون در شهر نیویورک بود. او همچنین می‌توانست به عنوان مهمان در سریال صابون NBC Passions ظاهر شود. لافورس در سراسر ایالات متحده ظاهر شد، و او آگاهی از مواد مخدر و الکل را ترویج داد، و همچنین به ادامه تحصیل در دبیرستان در اوهایو ادامه داد.

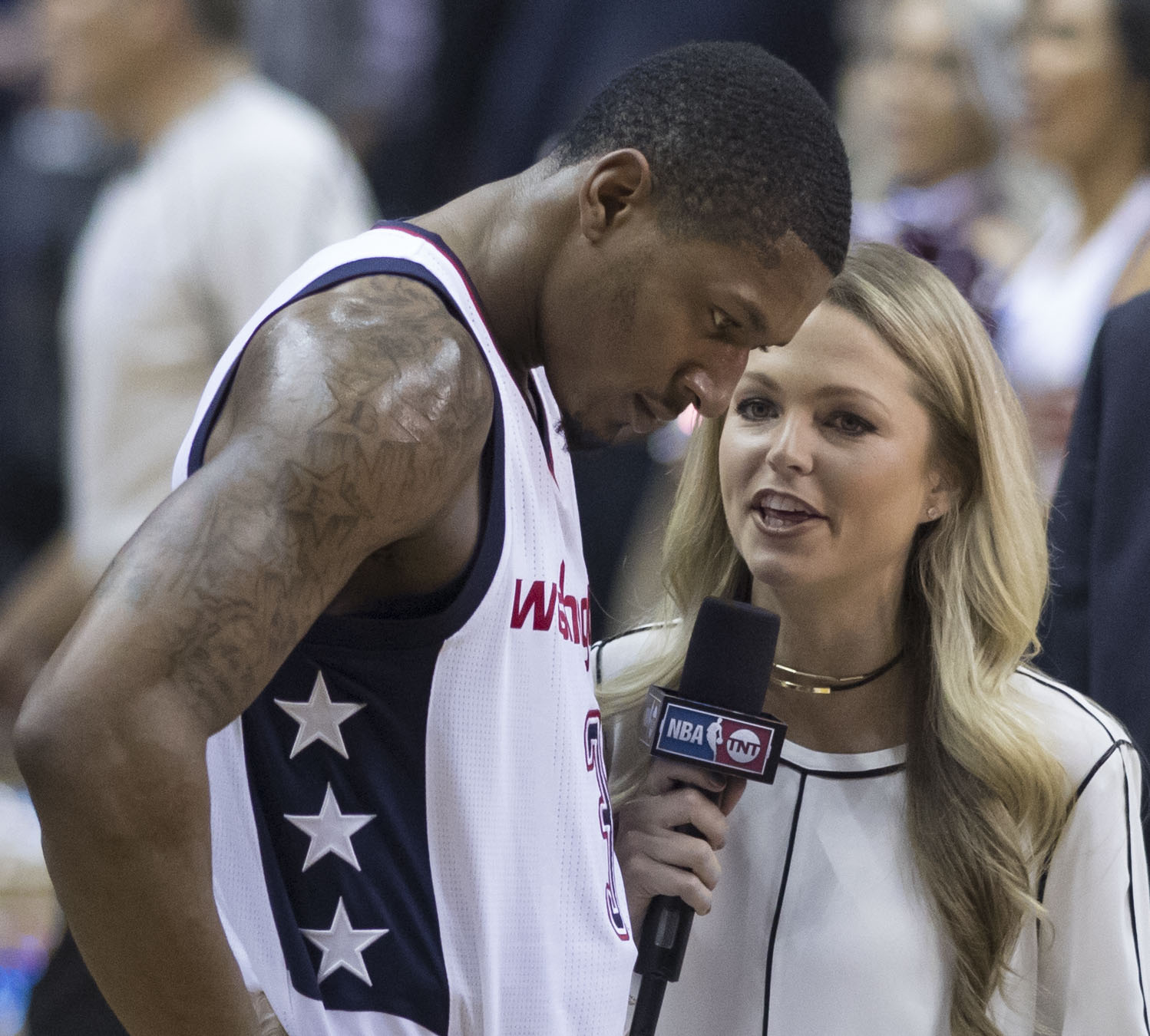
LaForce در سال ۲۰۱۷ با بردلی بیل مصاحبه کرده‌است

لافورس به عنوان گزارشگر حاشیه ای در Sportstime Ohio در فصل فوتبال ۲۰۱۰ کنفرانس آمریکای میانه، مسابقات بسکتبال مردان MAC 2011 و مسابقات قهرمانی بسکتبال OHSAA 2011 کار کرد. پس از دانشگاه، او به عنوان مجری و گزارشگر ورزشی با وابسته فاکس کلیولند، کانال WJW 8، قرارداد امضا کرد.
در آوریل ۲۰۱۴، اعلام شد که لافورس جایگزین تریسی ولفسون به عنوان گزارشگر حاشیه ای SEC در CBS خواهد شد.
در ژوئن ۲۰۱۸، گزارش شد که لافورس پس از اینکه دو طرف نتوانستند در مورد یک توافق جدید به توافق برسند، CBS Sports را ترک خواهد کرد. به دلیل نقش گزارشگری مارس جنون، لافورس هنوز گاه گاهی در CBS ظاهر می‌شود.

## زندگی شخصی
لافورس با پارچ امدادگر MLB جو اسمیت ازدواج کرده‌است.